# Jukoła

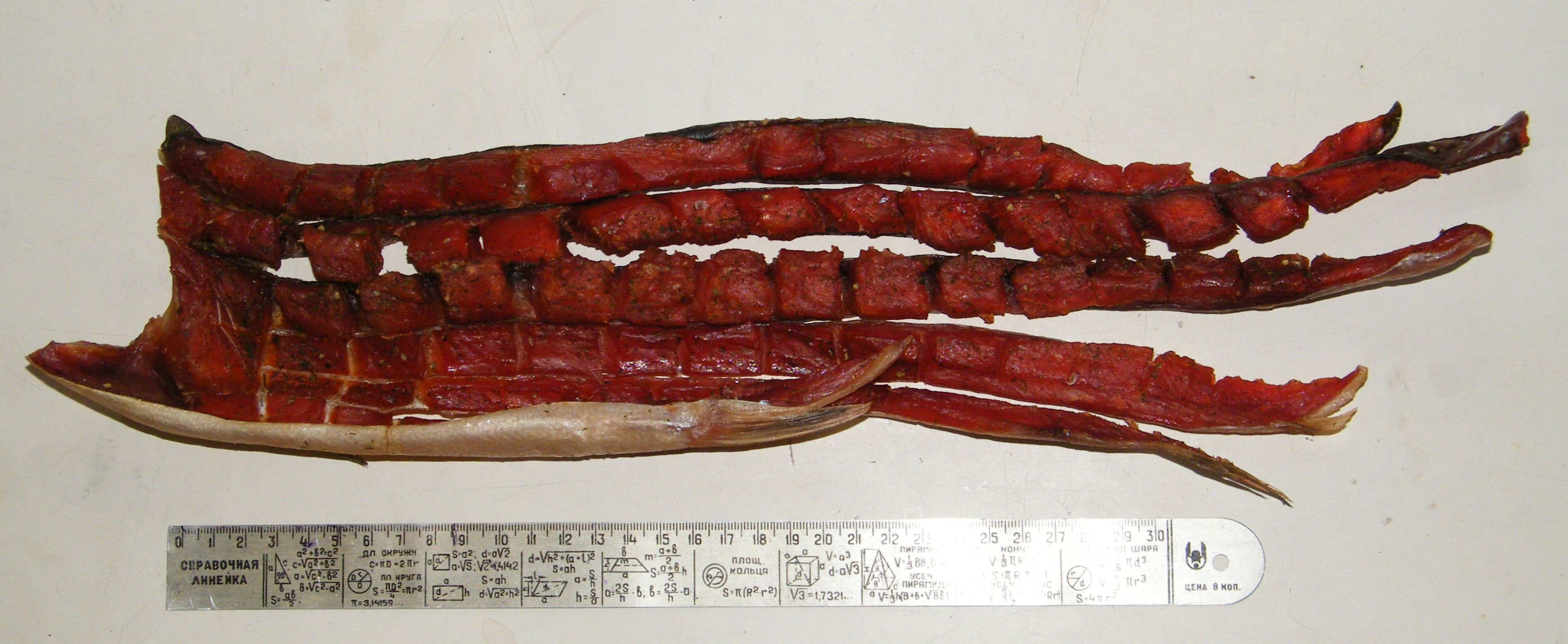
jukoła

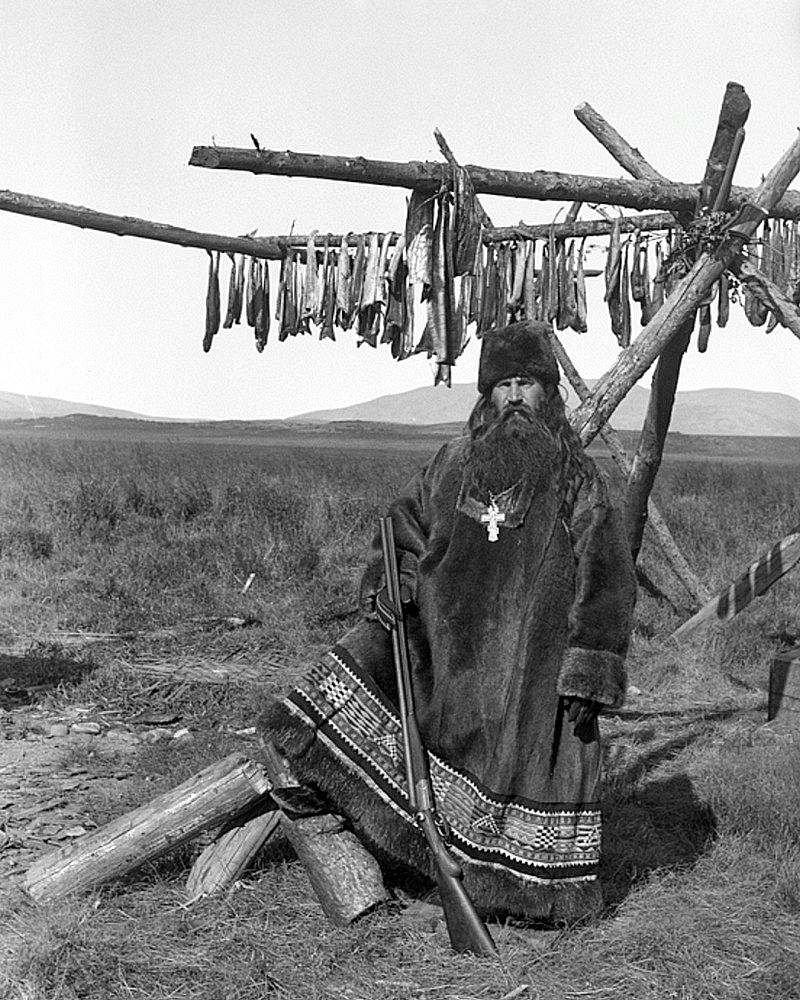
Prawosławny kapłan z Giżyginska (nad Morzem Ochockim), za nim susząca się jukoła (1901 r.)

Jukoła (ros. юкола) – suszona ryba przygotowywana do spożycia tradycyjną metodą  Tunguzów, Jakutów, Kamczadalów, Aleutów i innych narodów zamieszkujących Syberię i Daleki Wschód.
Najczęściej wykorzystywali oni do tego celu liczne w dalekowschodnich rzekach ryby z gatunków łososiowatych (przez miejscową ludność nazywane "ketą"), których połów w okresie tarła przypadającego w czerwcu był bardzo łatwy, dzięki czemu bez trudu można było w krótkim czasie zebrać zapas wystarczający na wiele miesięcy. Złowione przez mężczyzn ryby wyrzucali on z łodzi na brzeg, gdzie kobiety zajmowały się przygotowaniem ich do suszenia: czyściły je i filetowały. Następnie tak przygotowane plastry filetów rozwieszały na długich żerdziach do suszenia na słońcu. Stosowana metoda była ekstensywna, wręcz rabunkowa: do suszenia wykorzystywane było tylko około 20% ryby, odrzucano m.in. głowę i kręgosłup wraz z wnętrznościami.
Tradycyjne metody rdzennych mieszkańców Dalekiego Wschodu przejęła i zaadaptowała napływowa ludność przybyła z Europy, wprowadzając jukołę do swojego jadłospisu.